# رجال (فلم 2022)
رجال (بالإنجليزية: Men) هو فيلم دراما رعب أمريكي من تأليف وإخراج أليكس غارلاند وبطولة جيسي باكلي وروري كينير.

## وصلات خارجية
- رجال على موقع IMDb (الإنجليزية)
- رجال على موقع ميتاكريتيك (الإنجليزية)
- رجال على موقع روتن توميتوز (الإنجليزية)
- رجال على موقع ألو سيني (الفرنسية)
- رجال على موقع أول موفي (الإنجليزية)
- رجال على موقع فيلمافينيتي (الإسبانية)
- رجال على موقع قاعدة بيانات الأفلام السويدية (السويدية)
- رجال على موقع قاعدة بيانات الفيلم (الإنجليزية)
- رجال على موقع ليتربوكسد (الإنجليزية)
- رجال على موقع كينوبويسك (الروسية)